# Arroyomolinos (Madrid)
Arroyomolinos egy község Spanyolországban, Madrid tartományban. Arroyomolinos Móstoles, Navalcarnero és Moraleja de Enmedio községekkel határos. Lakosainak száma 37 208 fő (2024).

## Népesség
A település lakosságának változását az alábbi diagram mutatja:
| Lakosok száma | 4700 | 7099 | 9771 | 13 835 | 22 476 | 25 374 | 30 081 | 31 396 | 34 833 | 37 208 |
|               | 2001 | 2004 | 2007 | 2009   | 2012   | 2014   | 2017   | 2019   | 2022   | 2024   |